# 密度制约
在种群生态学中，密度制约是描述种群密度对种群增长的影响的一种假说。一般认为密度制约效应主要发生在物种的种子和幼苗阶段。